# Barrigsen
Barrigsen ist ein Ortsteil von Barsinghausen in der Region Hannover, Niedersachsen (Deutschland).

## Geografie
Barrigsen liegt im Calenberger Land unmittelbar nordwestlich des Stemmer Bergs, rund 22 km westlich von Hannover und 10 km nördlich von Barsinghausen, das am Deister liegt.
Nachbarorte sind im Norden Ostermunzel, im Osten Lathwehren, im Südosten Stemmen, im Süden Nordgoltern, im Westen Landringhausen und im Westnordwesten Groß Munzel. Etwas nördlich fließt die Möseke, die kurz darauf in die Südaue mündet, nach Westen am Dorf vorbei.

## Geschichte
Die erste schriftliche Erwähnung erfolgte im Jahre 1185 als Barchhusen, später Bareghusen, Barghusen, Barighusen geschrieben, ist durch die als Zeugen auftretenden Ritter gleichen Namens in alten Schriften oft genannt. Die Bewohner lebten seit jeher von der Landwirtschaft. Im 16. Jahrhundert bestanden etwa acht Meierhöfe sowie eine Kötnerstelle. Ab dem 18. Jahrhundert wurde mit zwei Stollen bei einem nur 15 cm starken Flöz in bescheidenem Maße Steinkohlebergbau betrieben. Der Ortskern ist denkmalpflegerisches Interessengebiet, da er von niederdeutschen Hallenhäusern geprägt ist.
Am 1. März 1974 wurde Barrigsen in die Stadt Barsinghausen eingegliedert.
Der 2007 gegründete Verein Backhaus Barrigsen translozierte 2011 ein historisches Backhaus aus Klein Berkel nach Barrigsen und erweiterte es mit Anbauten. Darin finden regelmäßig Backtage statt.

## Politik

### Stadtrat und Bürgermeister
Barrigsen wird auf kommunaler Ebene von dem Rat der Stadt Barsinghausen vertreten.

### Wappen
Der Entwurf des Kommunalwappens von Barrigsen stammt von dem Heraldiker und Grafiker Alfred Brecht, der zahlreiche Wappen in der Region Hannover erschaffen hat. Die Genehmigung des Wappens wurde am 22. Januar 1974 durch den Regierungspräsidenten in Hannover erteilt.
| Wappen von Barrigsen | Blasonierung: „In rot : silber geteiltem Schild eine schrägrechtsgestellte, siebensprossige Leiter in verwechselten Farben, beseitet von einem dreiblättrigen Birkenreis und der nach innen gewendeten Krümme eines Bischofsstabes.“ |
| Wappen von Barrigsen | Wappenbegründung: In dem Wappen von Barrigsen lebt das Wappen des nach dem Orte sich benennenden Adelsgeschlechtes „von Barrigsen“ wieder auf, wird vom Birkenreis begleitet, das auf den Ortsnamen hinweist. Die bis zur Ablösung im 19. Jahrhundert bestehende Zehntverpflichtung der Einwohner – die ja in früherer Zeit weitere Pflichten und Lasten einbezog – soll der Bischofsstab symbolisieren. Die Farben Rot : Silber zeigen die Landesfarben. |

## Kultur und Sehenswürdigkeiten
Siehe Liste der Baudenkmale in Barrigsen

## Wirtschaft und Infrastruktur
Barrigsen liegt in der Nähe der BAB 2 (Anschlussstellen Bad Nenndorf und Wunstorf-Kolenfeld) und der Bundesstraße 65.
Die örtliche Freiwillige Feuerwehr wurde 1933 gegründet.